# 256 (عدد)
256 هو عدد صحيح  طبيعي بين 255 و257

## في الرياضيات

### خصائص
- 256عدد زوجي
- 256مربع كامل
- 256 عدد ناقص
- 256 عدد مضلعي (44 أضلاع-...)